# Acordo de São Silvestre

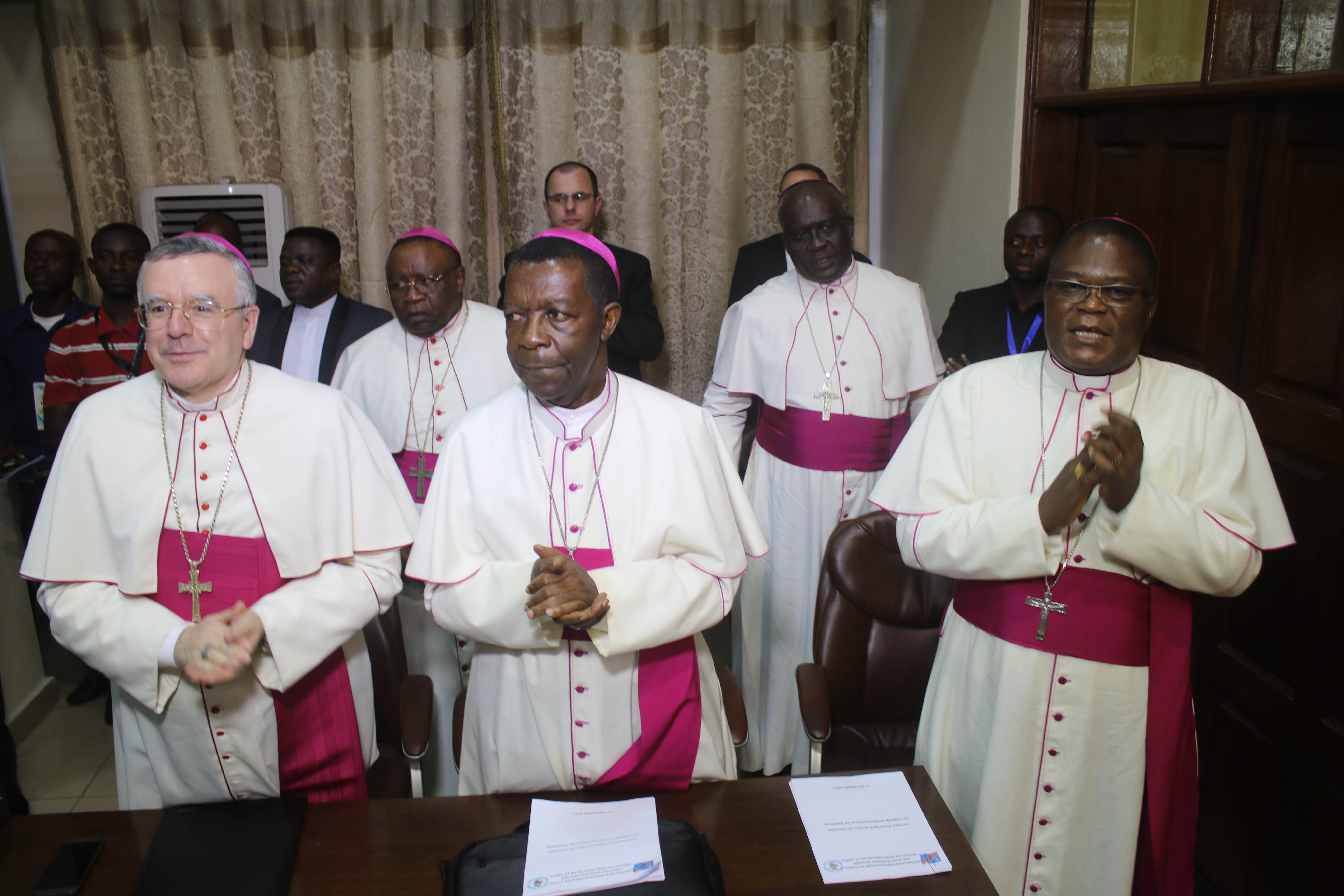
Os bispos da República Democrática do Congo e o núncio apostólico Luis Mariano Montemayor, na assinatura do acordo em 31 de dezembro.

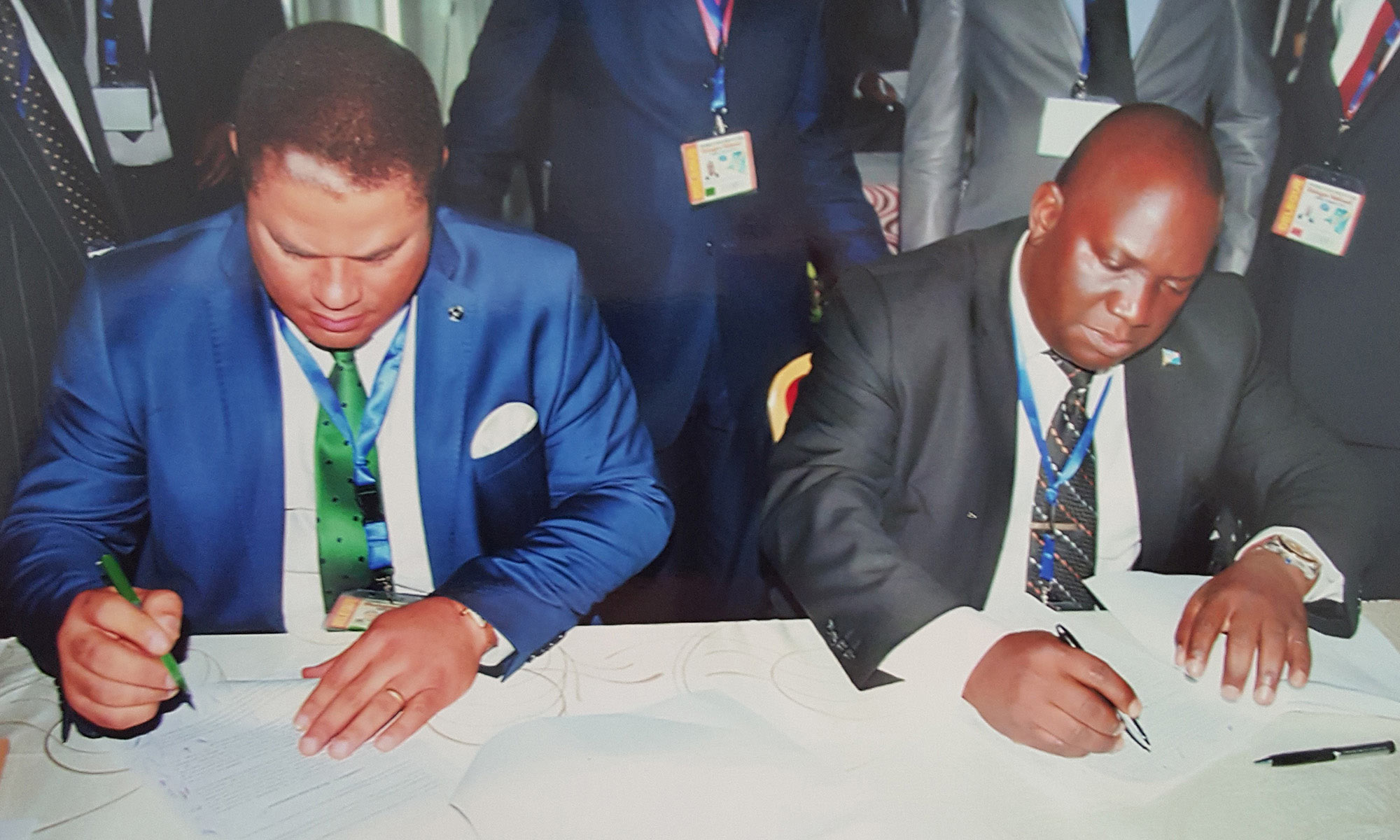
Assinatura do acordo por Didace Pembe.

O Acordo de São Silvestre é um acordo político na República Democrática do Congo, assinado em 31 de dezembro de 2016, destinado a solucionar a crise política iniciada em 2016. 
O acordo foi assinado graças às ações da Conferência Episcopal Nacional do Congo da Igreja Católica.
O Acordo de São Silvestre prevê a manutenção no poder do presidente Joseph Kabila, apesar do fim do seu mandato em 17 de dezembro de 2016, em troca da organização de eleições em 2017 e da nomeação de um primeiro-ministro do Rassemblement, a principal organização da oposição.
Em 31 de dezembro de 2017, após a não organização das eleições durante o ano, o Comitê de Coordenação dos Leigos Católicos convoca os fiéis a saírem às ruas para protestar contra o regime de Kabila. A repressão dos vários protestos que se estendem em janeiro de 2018 em Kinshasa e Kisangani causou pelo menos seis mortos e 65 feridos.
O acordo permaneceu sendo invocado como essencial para a estabilidade do país em 2018 pela França, pela ONU e pela Organização da Unidade Africana.  A eleição presidencial ocorre em dezembro de 2018 sem Joseph Kabila, contudo foi contestada por Félix Tshisekedi.